# Ion Irimescu
Ion Irimescu (Arghira, Suceava megye, 1903. február 27. – Fălticeni, 2005. október 29.) szobrászművész, a Román Akadémia tagja.

## Életpályája
1903. február 27-én született Romániában, Moldovában, a Suceava megyei Falticsénben (Fălticeni). 
Az általános iskola elvégzése után (1915) a Nicu Gane Líceumban folytatta a középiskolai tanulmányait 1915-1924 között, majd 1924-1928-ban a bukaresti Nemzeti Művészeti Egyetem hallgatója volt, ahol oktatói között szerepelt Dimitrie Paciurea és Oscar Han is. Diákkorában festette az oprişeni-fălticeni-i Szent Mihály és Gábor arkangyalok templomát. 1928-ban, az egyetem elvégzése után a fălticeni-i Ştefan cel Mare Iskola művészeti tanárának nevezték ki. 1933-ban vette feleségül Eugenia Augustina Melidon tanárt. 1933-ban a paşcani-i középiskola rajztanára lett, majd 1936-ban a bukaresti CFR "Aurel Vlaicu" Főiskola művészettanára, majd a slatinai Radu Greceanu Fiúkollégium művészeti és kalligráfiatanára lett.

## Munkássága
1928-ban a bukaresti festészeti és szobrászati kiállításon mutatta be Eden (Éden), 1929-ben állította ki Nud de fată (Leányakt) című művét. 1930-ban Párizsba ment, miután megkapta a Fontaney-Aux-Roses Román Iskola ösztöndíját, és beiratkozott az Académie de la Grande Chaumière-be,ahol Joseph Bernard tanárnő irányításával dolgozott, különös hatással voltak rá Antoine Bourdelle szobrai. 1932-ben megkapta a Francia Művészek Társaságának tiszteletdíját a párizsi Tavaszi Szalonban kiállított Autoportret (Önarckép) c. munkájáért. Ugyanattól az évtől a párizsi Őszi Szalonban részt vett a Portret de fată (Leányportré) c. munkájával. Irimescu 1933-ban visszatért Romániába, és ezentúl számos szervezett kiállításon vett részt az országon belül és kívül. 1940-ben a jászvásári Belle Arte Akadémián, 1966-tól a bukaresti Nicolae Grigorescu Képzőművészeti Intézetben lett tanár.
1942-ben Jászvásáron a Kulturális és Művészeti Minisztérium díjával tüntették ki. Ugyancsak 1942-ben a Cap în stil florentin c. alkotásával részt vett a Velencében zajló kétévente megrendezésre kerülő Román Művészeti Kiállításon, majd 1956-ban ugyancsak ez évben a Kortárs Szobrász Kiállításon is. Műveit Bernben, Helsinkiben, Budapesten, Drezdában, Moszkvában, Varsóban, Prágában, Párizsban, Stockholmban, Londonban, Rómában, Berlinben, Bonnban, Isztambulban, Ankarában, Tel-Avivban, Damaszkuszban, Kairóban, Alexandriában is kiállította.
1975-ben nagyszámú szobrot és rajzot ajándékozott a fălticeni-i múzeumnak, amellyel létrehozta az Ion Irimescu-gyűjteményt. 1978-ban kinevezték a Román Művészek Szövetségének elnökévé, ahol 1989-ig működött.
Élete végén Fălticeni-be vonult vissza, ahol a műveinek felét tartalmazó múzeumot gondozta. Itt hozták létre Ion Irimescu műveiből (kb. 300 szobor és 1000 rajz) a legnagyobb állandó szerzői gyűjteményt Romániában. Egyik műve, Dimitrie Cantemir szobra a milánói Ambrosiana könyvtárba került, Dante és Shakespeare szobrai közé.
2005. október 29-én hunyt el, az oprişeni-i temetőben temették el.